# Naoki Yamamoto
Naoki Yamamoto (jap. 山本 直樹, Yamamoto Naoki; * 1. Februar 1960 in Fukushima, Hokkaidō, Japan) ist ein japanischer Manga-Zeichner. Seine Comics richten sich an eine erwachsene Leserschaft und beinhalten erotische Themen.

## Leben
Yamamoto studierte an der Waseda-Universität Literatur, besuchte Kazuo Koikes Manga-Schule Gekiga Sonjuku und ging dort in dieselbe Klasse wie Yuji Horii. Sein erstes Werk als professioneller Manga-Zeichner veröffentlichte er 1984. Diese erste Hentai-Kurzgeschichte zeichnete er unter dem Pseudonym Tō Moriyama (森山 塔, Moriyama Tō). In den folgenden Jahren schrieb er unter anderem mehrere Lolicon-Manga und benutzte für diese und andere erotische Comics den Namen Mori Tōyama (塔山 森, Tōyama Mori). Noch 1984 erschien jedoch auch sein erstes Werk unter seinem bürgerlichen Namen Naoki Yamamoto. All diese Frühwerke Yamamotos wurden bei kleinen Verlagen, die sich dem Erwachsenenmarkt widmeten, veröffentlicht.
Ab 1986 begann er, seine Arbeiten in auflagenstarken Manga-Magazinen von großen Verlagen zu veröffentlichen. Damit hatte er großen Erfolg und schuf einige beliebte Serien wie Happa 64, Asatte Dance (das auch in den USA und in Frankreich erschienen ist) oder Kiwamete Kamoshida. Diese Manga hatten zwar wie auch seine Anfangswerke Sexszenen, wiesen allerdings auch eine tiefgründige Geschichte und ausgearbeitete Charaktere auf.
1991 erregte er in der japanischen Öffentlichkeit mit seinem Kurzgeschichtenband Blue großes Aufsehen. Der Manga über den Alltag einer Studentengruppe wurde wegen Sex- und Drogenszenen indiziert und führte zu einer Diskussion über Zensur und Ausdrucksfreiheit in Mangas. Daraufhin begann Yamamoto, sich für eben jene Ausdrucksfreiheit zu engagieren.
In den 1990ern zeichnete er wieder mehrere Manga unter seinen Pseudonymen, war jedoch weiterhin auch im Mainstream-Markt erfolgreich. Mangaserien wie Believers über drei Sektenangehörige auf einer verlassenen Insel oder Arigatō zählen zu seinen wichtigsten Werken. Seit den 2000ern zeichnet er unter anderem für die alternativen Magazine Ikki und Manga Erotics F. Letzteres leitet er auch.
Für den Manga Red, an dem er seit 2007 für Evening arbeitet, war er 2008 für den Osamu-Tezuka-Kulturpreis nominiert. Von diesem sind bisher (Stand: Mai 2012) sechs Bände erschienen.
Bei seinen neuesten Werken arbeitet Yamamoto mit einem Computer.

## Werke
- Hora Konna ni Ataku Natteru (1984)
- Makasensasei (まかせなさい!; 1986)
- Happa 64 (はっぱ64; 1986–1987)
- Kimagure Harvest Home (気まぐれハーベスト・ホーム; 1987)
- Kiwamete Kamoshida (極めてかもしだ; 1987–1988)
- Gomen ne B-Boy (ごめんねBボーイ; 1988)
- Asatte Dance (あさってDANCE; 1989–1991)
- Blue (1990–1991)
- Young & Fine (1992)
- Flakes (フレイクス; 1992)
- Bokura wa Minna Ikite Iru (僕らはみんな生きている; 1992–1993)
- Yume de Aimashō (夢で逢いましょう; 1993)
- Natsu no Omoide (夏の思い出; 1994)
- Kimi to Itsumade mo (君といつまでも; 1994)
- Koke Dish (こけティッシュ, Koke Disshu; 1994)
- Arigatō (ありがとう; 1994–1995)
- Fragments (フラグメンツ, Furagumentsu; 1997–2003)
- Mamotte Agetai (守ってあげたい; 1998)
- Gakkō (学校; 1998)
- Believers (ビリーバーズ, Birībāzu; 1999)
- Terebi Bakari Miteru to Baka ni Naru (テレビばかり見てると馬鹿になる; 2000)
- Anju no Chi (安住の地; 2002–2003)
- Ouchi ni Tsuku made ga Ensoku desu (お家につくまでが遠足です; 2002)
- Hotta (堀田; 2003–2010)
- Hakai – Yuri Gurā-san, Anata no Kao wa Iikagen Wasurete Shimaimashita (破戒 〜ユリ・ゲラーさん、あなたの顔はいいかげん忘れてしまいました〜; 2005), Idee: Suzuki Matsuo
- Nonkina Nee-san (のんきな姉さん)
- Yoru no Ryōiki (夜の領域; 2006)
- Red (レッド, Reddo; seit 2007)
- Ashita mata Denwa Suru yo (明日また電話するよ; 2008)
- Yūgata no Otomodachi (夕方のおともだち; 2009)
- Sekai Saigo no Hibi (世界最後の日々; 2010)